# Ça ira Verlag
ça ira-Verlag ist ein 1985 von der Initiative Sozialistisches Forum (ISF) gegründeter Buchverlag in Freiburg und Wien, der vom Institut für Sozialkritik Freiburg (ISF) e. V. betrieben wird. Der Name des Verlages geht auf das französische Revolutionslied Ah! Ça ira zurück.

## Der Verlag
Der mit der ISF eng verbundene Verlag der Kritik möchte einen Beitrag zur Weiterentwicklung materialistischer Kritik und Aufklärung in der Tradition kritischer Theorie Marxens, Freuds und Adornos leisten, um „die Etablierung der staaten- und klassenlosen Weltgesellschaft zu befördern, d. h. die Intentionen kritischer Theorie verwirklichen zu helfen, auch und gerade gegen Deutschland.“ Darüber hinaus konzentriert sich die ISF auf eine Kritik des Staates: „Sie will helfen, einen gesellschaftlichen Zustand zu revolutionieren, in dem, wie früher alle Wege nach Rom, so heute alle hinein in den Staat führen.“ Weiter hat sie sich zur Aufgabe gemacht, linken Antisemitismus und Antizionismus zu kritisieren, was sich nicht nur im ça ira-Verlagsprogramm niederschlägt, sondern auch in der dezidierten Parteinahme für den Zionismus. Darum stehen im Zentrum des Verlags ideologiekritische Arbeiten von Autorinnen und Autoren, die seit den 1990er Jahren der  antideutschen Strömung zugerechnet werden, darunter Veröffentlichungen von Joachim Bruhn, Stephan Grigat, Uli Krug und Gerhard Scheit. Joachim Bruhn, der am 28. Februar 2019 verstarb, und Manfred Dahlmann, der am 24. Dezember 2017 ebenfalls verstarb, gehören zu den wichtigsten Vordenkern und Autoren des Verlags. Der Verlag schien ihnen immer mehr Notlösung als tatsächliches Verlagsgeschäft zu sein, versteht er sich doch als „Bergungsunternehmen.“
2003 veröffentlichte der Verlag ein Buch des Bahamas-Autoren Karl Selent, in dem der Autor die Kosovo-Albaner als „Kosovo-Palästinenser“ bezeichnet, denen er „gerne mal Arkan, den Tiger, zeigen“ würde. Der Journalist Bernhard Schmid bezeichnete dies in einer Rezension als „Gewaltphantasien, die man getrost als rechtsradikal bezeichnen darf“ und als Ergebnis einer Unterscheidung zwischen „guten“ und „bösen“ Völkern.
Spätestens seit 2015 professionalisiert sich der einstige Nischenverlag: er übernimmt die Herausgabe gesammelter Schriften, erarbeitet eine eigenständige Gestaltung und wurde im November 2019 in den Freundeskreis der Kurt Wolff Stiftung aufgenommen.
Dessen ungeachtet verlegt ça ira Autoren aus einem breiten Spektrum materialistischer Kritik, bis hin zu ausgesprochenen Kritikern antideutscher Positionen. So gehören neben dem mehrbändigen Gesamtwerk des linkskommunistischen 68er-Vordenkers Johannes Agnoli Werke so unterschiedlicher Autoren wie Hans-Georg Backhaus, Matthias Küntzel, Anton Pannekoek, Cajo Brendel, Willy Huhn, Moishe Postone, Alfred Sohn-Rethel, Georg Lukács, Roman Rosdolsky, Eugen Paschukanis und Gerhard Stapelfeldt zu den bei ça ira veröffentlichten Schriften. Einige davon können der rätekommunistischen Bewegung zugerechnet werden, in deren Tradition sich der Verlag in seiner Kritik am Marxismus-Leninismus sieht, den Rätekommunismus aber auch kritisch diskutiert.
Die erste Veröffentlichung unter eigenem Verlagstitel war Stefan Breuers Aspekte totaler Vergesellschaftung (1985). Daneben vertreibt ça ira Schriften der ISF sowie Bücher von Autoren wie Ilse Bindseil und Ulrich Enderwitz, die später in das eigene Verlagsprogramm übernommen wurden, doch durch einen Streit über das Verhältnis zu Israel auf Abstand mit dem Verlag gingen.
Lange Zeit war ça ira Teil der Assoziation Linker Verlage (aLiVe), einem Zusammenschluss kleiner linker Verlage, der seit 1994 besteht. Von März 2018 bis November 2022 nahm ça ira die Leistungen der sozialistischen Verlagsauslieferung (sova) in Anspruch, um den Buchhandel zu beliefern, und hat in Deutschland und Österreich Vertreter. Nachdem im November 2022 die sova Insolvenz anmelden musste, ist der Verlag zur Werkstatt Verlagsauslieferung (Werkstatt VA) gewechselt. Der Verlag ist auf der Leipziger Buchmesse sowie auf den Linken Buchtagen Berlin und den Kritischen Literaturtagen in Wien regelmäßig vertreten. Der Verlag unterhält seit 2015 eine Dependance in Wien.
Seit Oktober 2012 verlegt ça ira die neu gegründete, von Manfred Dahlmann (1951–2017) und Gerhard Scheit bis 2017 gemeinsam herausgegebene „Zeitschrift für Ideologiekritik“ sans phrase. Im Jahr 2014 nahm der Verlag die Zeitschrift Pólemos – Zeitschrift wider den gesunden Menschenverstand in sein Programm auf und vertreibt sie über die Website.
Des Weiteren ist der ça ira für seine Kritik am linken Antisemitismus bekannt und verlegte dazu Schriften von dem französischen Philosoph und Historiker Léon Poliakov, Vladimir Ze’ev Jabotinsky, Michael Landmann, Binjamin Segel, Alexander Stein und Nathan Weinstock. Von traditionellen Linken wird der Verlag dafür immer wieder angefeindet. Schriften, die sich kritisch mit dem antisemitischen Pamphlet der Protokolle der Weisen von Zion auseinandersetzen, werden bei ça ira ebenso verlegt, zum Beispiel von den Autoren Alexander Stein und Binjamin Segel.
Seit 2018 erscheinen bei ça ira die Gesammelten Schriften des philosophischen Marxisten und einstigen Leiters des Frankfurter Instituts für Sozialforschung Friedrich Pollocks, die von Philipp Lenhard herausgegeben werden und auf sechs Bände angelegt sind. Der erste Band erschien im Juni 2018, der zweite Band im Februar 2021. Seit 2012 erscheinen die Gesammelten Schriften Alfred Sohn-Rethels bei ça ira und werden herausgegeben von Carl Freytag, Oliver Schlaudt und Françoise Willmann. Außerdem wird  seit 2022 die erste Alfred Sohn-Rethel-Biographie von Carl Freytag angekündigt.
Weitere ideologiekritische Bücher, die als Weiter- und Engführung der Themen kritischer Theorie verstanden werden können, finden ebenso bei ça ira Veröffentlichung. So seien die Schriften von Joachim Bruhn (Was deutsch ist), Gerhard Scheit (Der quälbare Leib, Kritik des politischen Engagements), Thorsten Fuchshuber (Rackets), Carl Wiemer (Krankheit und Kriminalität), Manfred Dahlmann (Freiheit und Souveränität), Devi Dumbadze und Christoph Hesse (Unreglementierte Erfahrung), Stephan Grigat (Feindaufklärung und Reeducation, Postnazismus revisited), Renate Göllner (Freiheit und Trieb) und Renate Göllner und Ljiljana Radonic (Mit Freud) an dieser Stelle exemplarisch erwähnt.
Seit 2020 erscheinen die Werke des Religionsphilosophen Klaus Heinrich, die davor bei Stroemfeld verlegt wurden, bei ça ira.
Im September 2022 erschien eine Ausgabe des ersten Bandes des Kapitals von Karl Marx, wobei es sich um einen fotodigitalen Faksimiledruck der Erstauflage handelt. In einer Nachbemerkung führt die Initiative Sozialistisches Forum Wien an, der Text der Erstauflage sei antiquarisch nur schwer erhältlich und die am weitesten verbreitete dritte Auflage enthalte zahlreiche Popularisierungen, welche Schaden anrichteten. Dieser Mangel solle durch die eigene Ausgabe behoben werden.
Die Insolvenz der Sova Ende 2022 brachte den Verlag, neben anderen Problemen wie der Teuerung von Papier, in finanzielle Nöte und führte zu einem Verlust in Höhe von 12.000 Euro. In der Folge entstand Anfang 2023 ein Spendenaufruf.

## Streit um das Erbe Johannes Agnolis
Die Gesammelten Werke von Johannes Agnoli wurden ab 1990 mit dem Einverständnis von Johannes Agnoli und auch aufgrund des persönlichen Kontaktes zu Joachim Bruhn und Manfred Dahlmann im ça ira-Verlag herausgegeben. Der Verlag veröffentlichte nach Agnolis Tod (2003) einen von Stephan Grigat herausgegebenen Sammelband mit einem Beitrag von Johannes Agnoli. Mit der Veröffentlichung des Beitrages war seine Witwe Barbara Görres-Agnoli, die bis zu ihrem Tod die Verwertungsrechte am Werk Johannes Agnolis hatte, nicht einverstanden und klagte auf den Rückzug des posthum erschienenen Bandes. In einem offenen Brief monierte sie, der posthum darin erschienene Beitrag Agnolis sei verändert worden und nicht autorisiert gewesen und erscheine in einem Kontext, der „nicht Agnolis politischem Denken und Handeln“ entspreche. Der Verlag erklärte im Dezember 2006, dass Barbara Görres-Agnoli den Prozess nach einer Neubesetzung der Spruchkammer verloren habe: „Stand die damalige Kammer (drei Richterinnen) noch voll hinter Barbara Agnoli, wodurch sich eine juristische, politische und finanzielle Katastrophe abzuzeichnen drohte, so wendete sich dieses Jahr das Blatt. Die Kammer wurde umbesetzt und hatte nunmehr einen umsichtig agierenden Vorsitzenden, der den Prozeß vernünftig lenkte. Die Zeugenaussagen derjenigen, die damals mit Johannes Agnoli die Publikation des in Streit stehenden Vortrages vorbereiteten, überzeugten den Spruchkörper, daß alles mit rechten Dingen zugegangen sei. Johannes Agnoli hat damals seinen Segen zur geplanten Veröffentlichung seines Vortrages erteilt. Diese Tatsache ist nun rechtskräftig festgestellt und entzieht den Unterlassungsansprüchen von Frau Agnoli, die die Vernichtung der noch nicht verkauften Bücher forderte, die Grundlage. Berufung hat der Anwalt von Agnoli nicht eingelegt.“ Der Ausgang des Prozesses verstärkte den Eindruck, dass der Rechtsstreit vielmehr ein politischer Streit um die Deutungshoheit des Werkes von Johannes Agnoli gewesen ist. Zudem erklärte sich der Verlag das Zustandekommen des Rechtsstreits so, dass die Witwe Johannes Agnolis beim Verlag selbst auf Ablehnung gestoßen ist: „Das Verhältnis seiner Ehefrau Barbara Agnoli zu ça ira dagegen war stets konfliktgeladen, insbesondere, nachdem der Verlag ein Manuskript von ihr abgelehnt hatte. Sie fühlte sich verkannt und, wie sie sagte, als ‚blöde Tippse‘ in den Schatten gestellt.“
Die Kosten der zivilgerichtlichen Auseinandersetzung brachten den ça ira-Verlag, der die Vorwürfe von sich wies, an den Rand des Konkurses, auch wenn die Klage Görres-Agnolis 2006 abgewiesen wurde und eine weitere Klage der Witwe auf Einsicht in die Umsätze des Verlages mit Agnolis Werken in einem Vergleich endete. Nach dem Entzug der Nachdruckrechte für den Titel Die Transformation der Demokratie durch Görres-Agnoli erschien die Neuauflage Agnolis Hauptwerks 2004 im Konkret Literatur Verlag. Andere Werke von Johannes Agnoli wurden im Stuttgarter Schmetterling-Verlag veröffentlicht.

## Ausschluss von der Linken Literaturmesse
2008 wurde der ça ira-Verlag von der in Nürnberg stattfindenden Linken Literaturmesse ausgeschlossen. Die an der Messe teilnehmenden Verlage sahen mehrheitlich keine Grundlage mehr zur Zusammenarbeit mit dem Freiburger Verlag. Hauptgrund war ein vom ça ira-Verlag verlegtes Buch, „in dem Kriegspolitik befürwortet wurde“. In der israelischen Tageszeitung Times of Israel wurden die Veranstalter der Linken Literaturmesse dagegen für ihren wohlwollenden Umgang mit linkem Antisemitismus kritisiert.

## Hochschulschriften im ça ira-Verlag
- Jens Benicke: Von Adorno zu Mao: über die schlechte Aufhebung der antiautoritären Bewegung, ça ira Verlag, Freiburg im Breisgau 2010, ISBN 978-3-924627-83-6 (Dissertation Universität Freiburg im Breisgau 2009, 259 Seiten, 21 cm).
- Moishe Postone: Zeit, Arbeit und gesellschaftliche Herrschaft, eine neue Interpretation der kritischen Theorie von Marx, (Originaltitel: Time, Labor, and Social Domination übersetzt von Christoph Seidler). ça ira Verlag, Freiburg im Breisgau 2003, ISBN 3-924627-58-4 (Dissertation Universität Frankfurt am Main [2003], 616 Seiten, 22 cm, englisch, deutsch).
- Nadja Rakowitz: Einfache Warenproduktion: Ideal und Ideologie, ça ira Verlag, Freiburg im Breisgau 2000, ISBN 3-924627-65-7 (Dissertation Universität Frankfurt am Main 2000, 381 Seiten, 21 cm).
- Klaus Thörner: „Der ganze Südosten ist unser Hinterland“: deutsche Südosteuropapläne von 1840 bis 1945, 3 Bände, ça ira Verlag, Freiburg im Breisgau 2000, ISBN 3-924627-84-3 (Dissertation Universität Oldenburg 2000, Band 1: 1840–1914, X, 244 Blatt, Kt., 31 cm; Band 2: 1914–1929, Blätter 245–393, Kt., 31 cm; Band 3: 1929–1945, Blätter 394–605, Kt., 31 cm).
- Wolfgang Rieger: Glückstechnik und Lebensnot. Leben und Werk Franz Jungs, mit einer Franz-Jung-Bibliographie von Walter Fähnders, ça ira Verlag, Freiburg im Breisgau 1987, ISBN 3-924627-09-6 (Dissertation Universität Freiburg im Breisgau 1987, 268 Seiten, 21 cm).

## Gesammelte Schriften im ça ira-Verlag

### Alfred Sohn-Rethel
- Band 1: Von der Analytik des Wirtschaftens zur Theorie der Volkswirtschaft. Frühe Schriften. Herausgegeben von Carl Freytag und Oliver Schlaudt, ça ira-Verlag, Freiburg i. Br. 2012, ISBN 978-3-86259-109-1.
- Band 2: Die deutsche Wirtschaftspolitik im Übergang zum Nazifaschismus. Analysen 1932–1948 und ergänzende Texte. Herausgegeben von Carl Freytag und Oliver Schlaudt, ça ira-Verlag, Freiburg i. Br./Wien 2015, ISBN 978-3-86259-120-6.
- Band 3: Frühe Exposés zur materialistischen Kritik der Erkenntnis. Luzern – Paris – Oxford. 1936–1937 und ergänzende Texte. Herausgegeben von Jens Peters, ça ira-Verlag, Freiburg/Wien, ISBN 978-3-86259-131-2.
- Band 4: Geistige und körperliche Arbeit. 1947–1989. In zwei Teilbänden. Herausgegeben von Carl Freytag, Oliver Schlaudt und Françoise Willmann, ça ira-Verlag, Freiburg/Wien 2018, ISBN 978-3-86259-121-3.

### Friedrich Pollock
- Band 1: Marxistische Schriften. Gesammelte Schriften, Band 1. Herausgegeben von Philipp Lenhard, ça ira-Verlag, Freiburg/Wien 2018, ISBN 978-3-86259-132-9.
- Band 2: Schriften zu Planwirtschaft und Krise. Gesammelte Schriften, Band 2. Herausgegeben von Johannes Gleixner und Philipp Lenhard, Freiburg/Wien 2020, ISBN 978-3-86259-133-6.

### Klaus Heinrich
- Dahlemer Vorlesungen 1: tertium datur. Eine religionsphilosophische Einführung in die Logik. Wolfgang Albrecht, Rüdiger Hentschel, Hans-Albrecht Kücken, Peter Lux, Ursula Panhans-Bühler, Jürgen Strutz, Irene Tobben, ça ira-Verlag, Freiburg/Wien 1981, ISBN 978-3-86259-152-7.
- Dahlemer Vorlesungen 2: anthropomorphe. Zum Problem des Anthropomorphismus in der Religionsphilosophie. Herausgegeben von Wolfgang Albrecht, Rüdiger Hentschel, Hans-Albrecht Kücken, Peter Lux, Ursula Panhans-Bühler, Jürgen Strutz, Irene Tobben, Freiburg/Wien 1986, ISBN 978-3-86259-153-4.
- Dahlemer Vorlesungen 3: arbeiten mit ödipus. Begriff der Verdrängung in der Religionswissenschaft. Herausgegeben von Wolfgang Albrecht, Hans-Albrecht Kücken, Irene Tobben, Freiburg/Wien 1993, ISBN 978-3-86259-154-1.
- Dahlemer Vorlesungen 4: vom bündnis denken. Religionsphilosophie. Herausgegeben von Hans-Albrecht Kücken, Freiburg/Wien 2000, ISBN 978-3-86259-155-8.
- Dahlemer Vorlesungen 7: psychoanalyse. Sigmund Freud und das Problem des konkreten gesellschaftlichen Allgemeinen. Herausgegeben von Hans-Albrecht Kücken, Freiburg/Wien 2001, ISBN 978-3-86259-156-5.
- Dahlemer Vorlesungen 8: gesellschaftlich vermitteltes naturverhältnis. Begriff der Aufklärung in den Religionen und der Religionswissenschaft. Herausgegeben von Hans-Albrecht Kücken, Freiburg/Wien 2007, ISBN 978-3-86259-157-2.
- Dahlemer Vorlesungen 9: arbeiten mit herakles. Zur Figur und zum Problem des Heros / Antike und moderne Formen seiner Interpretation und Instrumentalisierung. Herausgegeben von Hans-Albrecht Kücken, Freiburg/Wien 2006, ISBN 978-3-86259-158-9.
- Dahlemer Vorlesungen: Karl Friedrich Schinkel / Albert Speer. Dahlemer Vorlesungen: Zum Verhältnis von ästhetischem und transzendentalen Subjekt. Eine architektonische Auseinandersetzung mit dem NS. 8 Vorlesungen über Schinkel und 4 Vorlesungen über Speer. Freiburg/Berlin 2014. ISBN 978-3-86259-172-5.
- Parmenides und Jona. Vier Studien über das Verhältnis von Philosophie und Mythologie. Freiburg/Wien 2021. ISBN 978-3-86259-160-2.

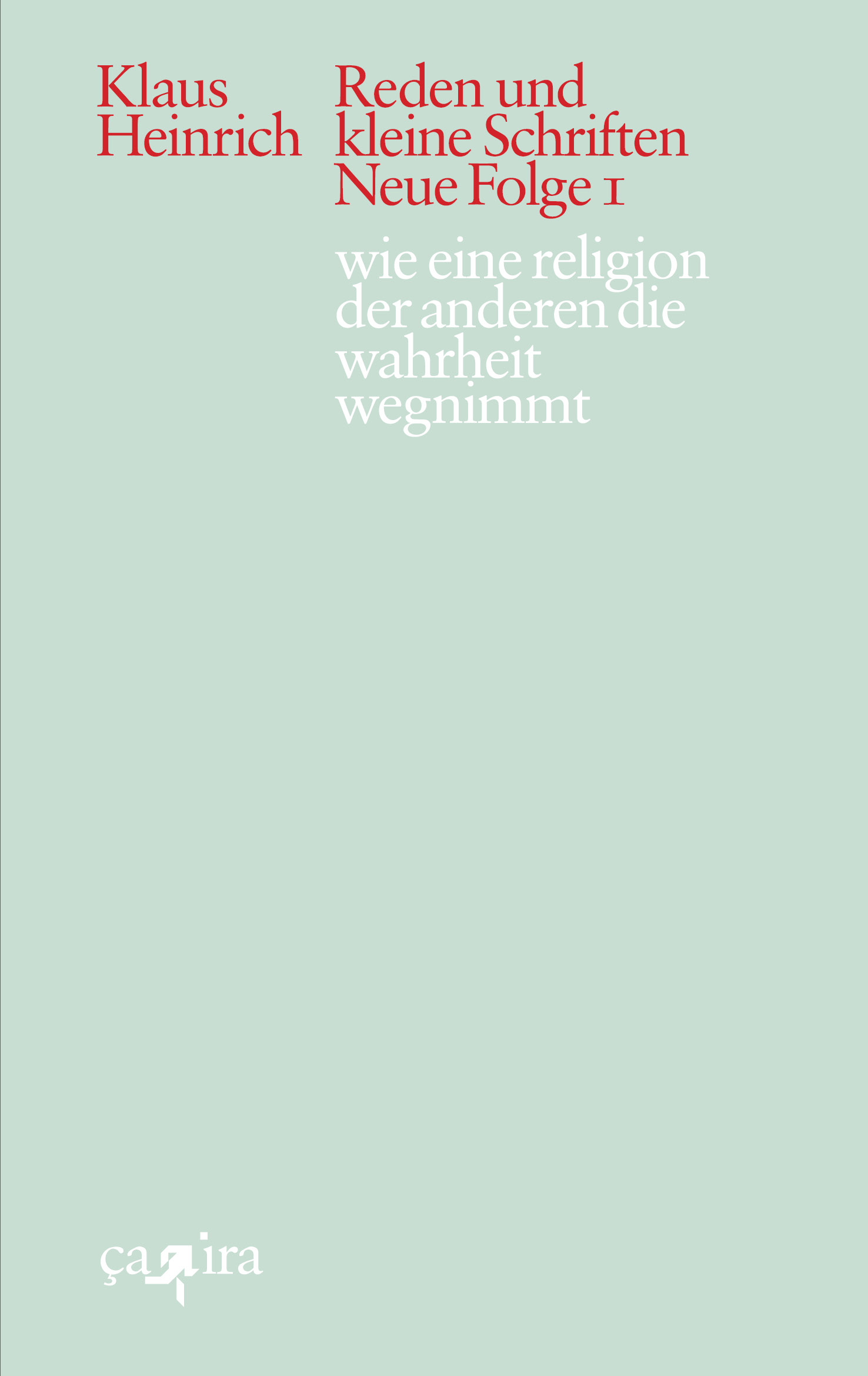
Umschlag des Buches wie eine religion der anderen die wahrhheit wegnimmt

- Umschlag des Buches wie eine religion der anderen die wahrhheit wegnimmtVersuch über die Schwierigkeit nein zu sagen. Freiburg/Wien 2021. ISBN 978-3-86259-161-9.
- Floß der Medusa. Drei Studien zur Faszinationsgeschichte. Freiburg/Wien 2014. ISBN 978-3-86259-159-6.
- Kinder der Nibelungen. Klaus Heinrich und Heiner Müller im Gespräch mit Peter Kammerer und Wolfgang Storch. Herausgegeben von Günther Heerg, Stefan Schnabel und KD Wolff. Freiburg/Wien 2009. ISBN 978-3-86259-167-1.
- Reden und kleine Schriften 1: anfangen mit freud. Freiburg/Wien 1997. ISBN 978-3-86259-162-6.
- Festhalten an Freud. Eine Heine-Freud-Miniatur zur noch immer aktuellen Rolle des Aufklärers Freud. Sonderdruck aus Zeitschrift für psychoanalytische Theorie und Praxis, Jg. XXII, Heft 3 (2007). Freiburg/Wien 2007. ISBN 978-3-86259-166-4.
- Reden und kleine Schriften 2: der gesellschaft ein bewußtsein ihrer selbst zu geben. Freiburg/Wien 1998. ISBN 978-3-86259-163-3.
- Reden und kleine Schriften 3: dämonen beschwören – katastrophen auslachen. Freiburg/Wien 2013. ISBN 978-3-86259-164-0.
- Reden und kleine Schriften 4: der staub und das denken. Freiburg/Wien 2009. ISBN 978-3-86259-165-7.
- Reden und kleine Schriften – Neue Folge 1: wie eine religion der anderen die wahrheit wegnimmt. Freiburg/Wien 2020. ISBN 978-3-86259-174-9.

### Johannes Agnoli
- Band 1: Die Transformation der Demokratie und andere Schriften zur Kritik der Politik. ça ira-Verlag, Freiburg i. Br. 1990, ISBN 3-924627-20-7.
- Band 2: Der Staat des Kapitals und weitere Schriften zur Kritik der Politik. ça ira-Verlag, Freiburg i. Br. 1995, ISBN 3-924627-32-0.
- Band 3: Subversive Theorie: „Die Sache selbst“ und ihre Geschichte. ça ira-Verlag, Freiburg i. Br. 1999, ISBN 3-924627-41-X.
- Band 4: Faschismus ohne Revision. ça ira-Verlag, Freiburg i. Br. 1997, ISBN 3-924627-47-9.
- Band 5: 1968 und die Folgen. ça ira-Verlag, Freiburg i. Br. 1998, ISBN 3-924627-59-2.
- Band 6: Politik und Geschichte. ça ira-Verlag, Freiburg i. Br. 2001, ISBN 3-924627-67-3.

### Manfred Dahlmann
- Band 1: Freiheit und Souveränität. Kritik der Existenzphilosophie Jean-Paul Sartres. Freiburg/Wien 2014. ISBN 978-3-86259-108-4.
- Band 2: Das Rätsel der Macht. Michel Foucaults Machtbegriff und die Krise der Revolutionstheorie. Freiburg/Wien 2018. ISBN 978-3-86259-139-8.
- Band 3: Das Rätsel des Kapitals. Zur Kritik der politischen Ökonomie. Herausgegeben von David Hellbrück und Gerhard Scheit. Freiburg/Wien 2020. ISBN 978-3-86259-138-1.

## Schriften über Antisemitismus
- Vladimir Ze’ev Jabotinsky: Die jüdische Kriegsfront. Aus dem Englischen übersetzt von Lars Fischer. Hg. v. Renate Göllner, Anselm Meyer, Gerhard Scheit. ça ira-Verlag, Freiburg i. Br. 2021, ISBN 978-3-86259-173-2.
- Alexander Stein: Adolf Hitler, Schüler der „Weisen von Zion“. Hg. v. Lynn Ciminski und Martin Schmitt. ça ira-Verlag, Freiburg i. Br. 2011, ISBN 978-3-86259-103-9.
- Karl Selent: Ein Gläschen Yarden-Wein auf den israelischen Golan. Polemik, Häresie und Historisches zum endlosen Krieg gegen Israel. ça ira-Verlag, Freiburg i. Br. 2003, ISBN 3-924627-18-5.
- Gerhard Scheit: Verborgener Staat, lebendiges Geld. Zur Dramaturgie des Antisemitismus. ça ira-Verlag, Freiburg i. Br. 1999, ISBN 3-924627-63-0.
- Moishe Postone: Deutschland, die Linke und der Holocaust. Politische Interventionen. ça ira-Verlag, Freiburg i. Br. 2005, ISBN 3-924627-33-X.
- Léon Poliakov: Vom Antizionismus zum Antisemitismus. ça ira-Verlag, Freiburg i. Br. 1992, ISBN 3-924627-31-2.
- Matthias Küntzel: Djihad und Judenhaß. Über den neuen antisemitischen Krieg. ça ira-Verlag, Freiburg i. Br. 2002, ISBN 3-924627-06-1.
- Initiative Sozialistisches Forum: Furchtbare Antisemiten, ehrbare Antizionisten. Über Israel und die linksdeutsche Ideologie. ça ira-Verlag, Freiburg i. Br. 2002, ISBN 3-924627-08-8.
- Stephan Grigat: Fetisch und Freiheit. Über die Rezeption der Marxschen Fetischkritik, die Emanzipation von Staat und Kapital und die Kritik des Antisemitismus. ça ira-Verlag, Freiburg i. Br. 2007, ISBN 3-924627-89-4.
- Ulrich Enderwitz: Antisemitismus und Volksstaat. Zur Pathologie kapitalistischer Krisenbewältigung. ça ira-Verlag, Freiburg i. Br. 1998, ISBN 3-924627-28-2.
- Michael Landmann: Das Israelpseudos der Pseudolinken. ça ira-Verlag, Freiburg i. Br. 2013, ISBN 978-3-86259-119-0.
- Binjamin Segel: Die Protokolle der Weisen von Zion kritisch beleuchtet. Eine Erledigung (1924). ça ira-Verlag, Freiburg i. Br. / Wien 2017, ISBN 978-3-86259-123-7.